# Circuito di Montenero
Le Circuito di Montenero (« circuit de Montenero ») est un circuit automobile temporaire qui a accueilli plusieurs Grands Prix des années 1920 et 1930. Sous l'influence du parti fasciste, le circuit a été une fois le théâtre du Grand Prix d'Italie, en 1937.
La Coppa Montenero a acquis un statut presque aussi grand que celui du Grand Prix d'Italie accueillant les plus grands pilotes de l'époque. Cependant, l'épreuve la plus disputée sur le circuit a été la Coppa Ciano entre 1927 et 1939. Tazio Nuvolari y a remporté cinq victoires ; de fait, un virage du circuit a été dédié à sa mémoire.
Le circuit, empruntait les routes ouvertes à la circulation, autour des collines de Montenero pour se terminer sur le front de mer de Livourne. Sa longueur a culminé à environ 22,5 km de 1922 à 1930, puis 20 km jusqu'à la Seconde Guerre mondiale. Ainsi configuré, le tracé emprunte la Rotonda d'Ardenza, traverse une section urbaine de la ville et passe ensuite par les collines de Montenero, allant jusqu'à Castellaccio (à environ 300 mètres d'altitude), à partir de là, la route continue vers la costa del Romito, surplombant la mer, en passant par le château de Sonnino, la tour de Calafuria et le Castello del Boccale (qui a servi de décor au film Le Fanfaron avec Jean-Louis Trintignant, neveu du pilote Maurice Trintignant) et redescend vers la longue ligne droite d'Antignano.

## Histoire
Au printemps 1921 le propriétaire du journal Corriere di Livorno, Paolo Fabbrini, a l'idée de construire une piste de course qui apporterait de la notoriété à la ville. L'enthousiasme est tel que le comité organisateur demande au prince Ginori d'occuper le titre de président et au comte Guicciardini d'être l'adjoint de l'ingénieur Angiolo Rosselli, responsable de la mise en œuvre technique de la voie. Il est décidé de nommer l'épreuve « Coppa Montonero », en référence au Santuario della Madonna delle Grazie et aux maisons des personnalités de Livourne.
La première course est disputée en septembre 1921 en six tours par onze téméraires qui rencontrent de nombreux problèmes technique sur leurs véhicules, notamment au virage de Castellaccio ou dans la descente vertigineuse de Quercianella conduisant à Romito. La première édition est remportée par le florentin Lotti Corrado sur Ansaldo, à la vitesse moyenne de seulement 39 km/h.
En 1922 l'épreuve est rallongée à huit tours pour une distance totale de 180 km. Disputée par quinze participants, la victoire revint à un autre florentin, le comte Carlo Masetti sur Bugatti, qui réalise une vitesse moyenne de 62,5 km/h. En 1923 l'épreuve est remportée par Mario Ansaldo. Année après année, la course atteint une renommée nationale et prestigieuse grâce à la participation de concurrents tels que Tazio Nuvolari.
En 1927, le ministre des Communications d'alors, Costanzo Ciano s'intéresse à l'épreuve et crée le trophée qui porte son nom, la Coppa Ciano, qui récompense « la meilleure performance dans le sport ». Parrainé par l'Automobile Club de Livourne à partir de 1931, la notoriété de l'événement dépasse alors les frontières nationales et attire la participation des premiers pilotes étrangers (Louis Chiron sur Bugatti).
Pour des raisons d'ordre public et de sécurité, le circuit est amputé en 1936 de la partie la plus passionnante de son tracé, à savoir la boucle vers Montonero, réduisant la distance de 20 à 7 km. En fait, le chemin d'accès a été limité à la rotonde d'Ardenza, site de départ et les rues Pacinotti, del Pastore, del Littorale, Apparizione, Antignano, del Castello, d'Antignano, pour rentrer à la Rotonda. Certains pilotes étrangers viennent s'imposer sur le circuit : Rudolf Caracciola et Hermann Lang ont respectivement remporté les épreuves de 1937 et 1938 à bord de Mercedes-Benz. D'autres, comme Bernd Rosemeyer, Hans Stuck, Richard Seaman, Christian Kautz ou Manfred von Brauchitsch, ont également pris part à l'épreuve livournaise.
À la mort de Ciano en 1939, la course est dédiée à sa mémoire. Après la guerre, la course reprendra en 1947 et 1953 avant de disparaitre.

## Longueur du tracé et des épreuves
| Date      | Nom de l'épreuve                           | Distance totale | Nb. de tours Longueur du tracé |
| --------- | ------------------------------------------ | --------------- | ------------------------------ |
| 1921      | Coppa Montenero                            | 110 km          | 6 tours de 18,5 km             |
| 1922-1924 | Coppa Montenero                            | 180 km          | 8 tours de 22,5 km             |
| 1925-1930 | Coppa Montenero (1re Coppa Ciano en 1927)  | 225 km          | 10 tours de 22,5 km            |
| 1931-1932 | Coppa Ciano                                | 200 km          | 10 tours de 20 km              |
| 1933-1935 | Coppa Ciano                                | 240 km          | 12 tours de 20 km              |
| 1936      | Coppa Ciano                                | 216,5 km        | 30 tours de 7,218 km           |
| 1937      | XV Gran Premio d'Italia (XVII Coppa Ciano) | 360 km          | 50 tours de 7,218 km           |
| 1938      | Coppa Ciano                                | 145 km          | 25 tours de 5,8 km             |
| 1939      | Coppa Ciano                                | 232 km          | 40 tours de 5,8 km             |
| 1947      | Coppa Montenero                            | 125 km          | 25 tours de 5,01 km            |

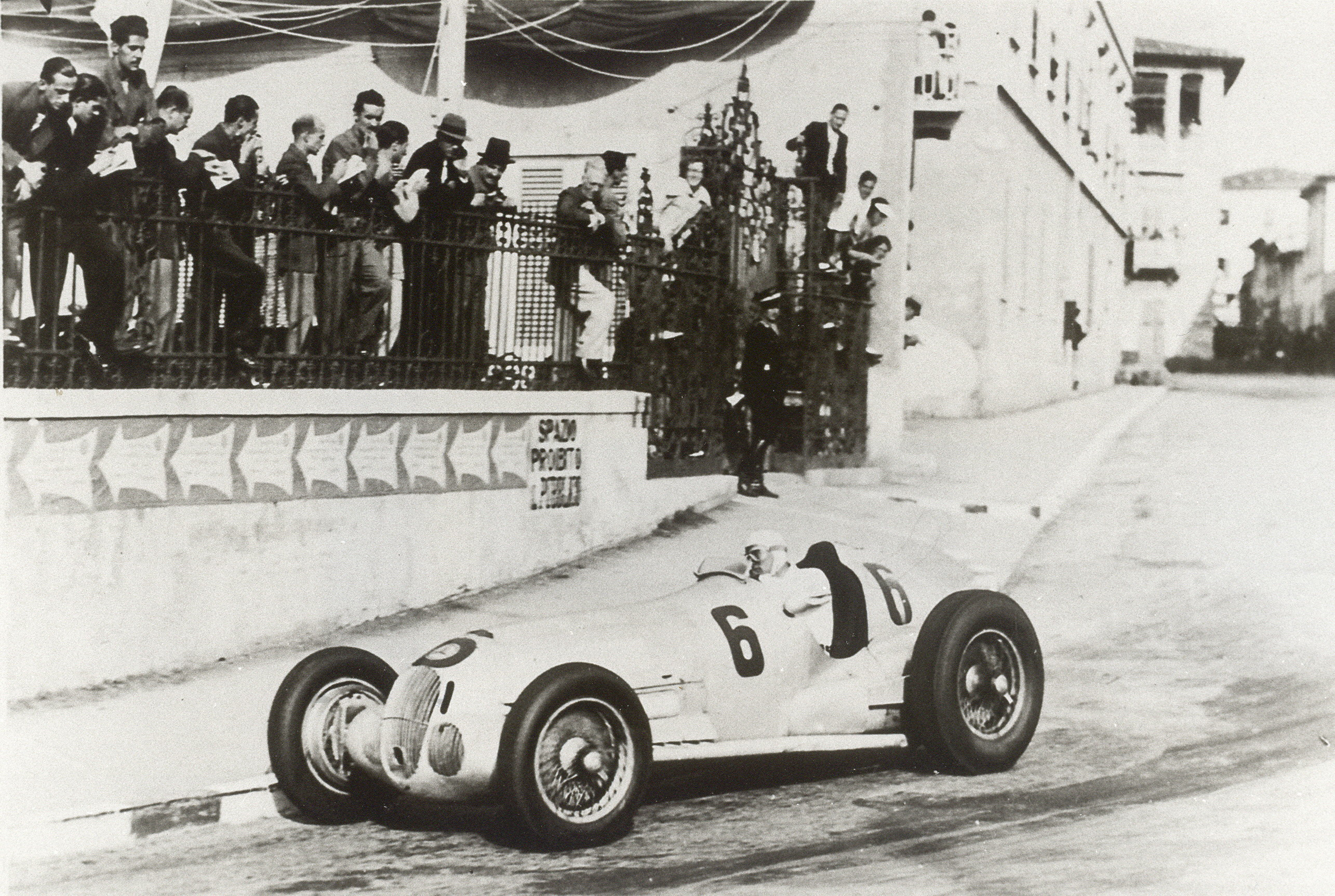
Hermann Lang dans le virage Antignano, lors du Grand Prix d'Italie 1937.

La partie montagneuse du circuit est abandonnée à partir de 1936

## Reconstitution
Entre le 17 et le 20 juin 2010, une reconstitution de la Coppa Montonero a été organisée, parrainée par la région Toscane, la province de Livourne et l'armée italienne.